# Перикарп
Перикарп је ботанички појам за зид плода који настаје разрастањем зида плодника. У ствари, у зиду плодника се дешавају хистолошке промене које коначно исходују стварањем перикарпа.

## Стварање перикарпа
Зид плодника чине спољашњи и унутрашњи епидермис између којих се налази слабо диференцирани мезофил кога чине паренхимске ћелије. Када се развија перикарп, ћелије мезофила се повећавају и деле, чиме се постиже одговарајућа дебљина перикарпа. Упоредо, ствара се и ново, механичко ткиво, кога претежно чине склереиди. Ређе се у перикарпу налазе ликина влакна и коленхим.

## Проводни систем
Проводни систем у перикарпу је добро развијен, а код неких плодова и врло уочљив чак голим оком. Ови снопићи су по типу колатерални и затворени, а често се око њих образује механичка сара која може бити веома добро развијена. Када плод сазри, проводни систем се делимично или потпуно разграђује.

## Слојеви перикарпа
Перикарп може да буде једнослојан као код чаура, махуна, орашица или вишеслојан (као код коштуница и бобица) када га чине:
- егзокарп-спољашњи слој
- мезокарп-средишњи слој
- ендокарп-унутрашњи слој (који код бобица изостаје)

## Улога
Осим што обавија семена, перикарп има улогу и у расејавању, или тако што пуца на разне начине или тако што опада заједно са семеном. Перикарп одређених плодова је веома привлачног изгледа и боје, а и јестив је, чиме се обезбеђује расејавање животињама.